# Ángel Vázquez Molina
Antonio Vázquez Molina (Tánger, 3 de junio de 1929 - Madrid, 26 de febrero de 1980), que firmó también como Ángel Vázquez,  fue un escritor español. A pesar de ser galardonado con el Premio Planeta 1962 por su novela Se enciende y se apaga una luz, es considerado por parte de la crítica como un "escritor maldito". Su obra más célebre es La vida perra de Juanita Narboni (1976), de la que existen dos adaptaciones cinematográficas.

## Biografía
Hijo de Álvaro Vázquez Bañero, camarero, de  origen malagueño, muerto en Tánger en 1952 (como curiosidad su padre está enterrado en la misma fosa, con su cuñada Antonia) y de Mariquita Molina, figura conocida en el Tánger de la época debido a su regencia de una sombrerería distinguida de la calle Siaghin, en la medina antigua de la ciudad. Su nombre auténtico fue Ángel Antonio, pero fue conocido familiarmente como Antonio —o Antoñito— hasta que logró que lo llamasen Ángel, nombre con el que firmó siempre sus textos. Parece ser que fue en la sombrerería donde tanto ella como su hijo Ángel aprendieron la haquetía (o yaquetía) hablada entre los judíos de origen español en el norte de Marruecos, y que aparece en sus obras (en especial en La vida perra de Juanita Narboni). Abandonó sus estudios en 1947 a causa de problemas económicos, después de haber estudiado en tres escuelas: italiana, francesa y española. A partir de entonces se convierte en autodidacta.
Trabajó en la oficina de un judío húngaro emigrado de Europa; pasó un tiempo como vendedor en la Librería des Colonnes (aún hoy abierta, en el Boulevard Pasteur de Tánger); colaboró en el diario España, que fue más tarde dirigido por Eduardo Haro Tecglen. 
Fue amigo de Emilio Sanz de Soto, con quien compartió amistad hasta su fallecimiento, Paul Bowles y especialmente de la mujer de este, Jane Bowles, con la que compartió fiestas en su casa, acompañados de la clase alta tangerina. Jane Bowles lo estimó mucho, llamando a Vázquez "mon petit gènie rond". Su situación se agravó conforme se acercaba la independencia de Marruecos, que se impondría definitivamente en Tánger, sobre su estatuto previo internacional, en el año 1959. Los problemas económicos y su adicción al alcohol le obligaron a abandonar su casa.
En 1962 recibió el Premio Planeta (después del cambio del primer fallo del jurado, que fue a favor de Concha Alós) por Se enciende y se apaga una luz, su primera obra publicada, donde es perceptible el influjo de Nada, de Carmen Laforet, a quien conoció en Tánger cuando su marido, Manuel Cerezales, fue nombrado director del diario España en 1957; fueron amigos y sintieron una admiración mutua. Finalmente solo publicaría dos novelas más y nueve cuentos.
Poco después fallecen su abuela y tras ella su madre, ambas dependientes de él, enfermas y con problemas de salud mental. Regresó a la península en 1965 y, antes de establecerse en Madrid, trabajó en el censo del ayuntamiento de Jubrique (provincia de Málaga).
El día antes de morir quemó dos novelas que había sido incapaz de terminar. Esa misma noche falleció de una crisis cardíaca, solo y alcoholizado en una pensión de Madrid, en Atocha 98, que Vázquez conocía como "la mansión de Drácula". El propietario de la editorial Planeta, José Manuel Lara, costeó los gastos de su entierro en nombre de su editorial, y fue considerado entonces como «el último escritor maldito de España». Su obra fue elogiada por Juan Goytisolo y por Alejo Carpentier, entre otros.
En 2019 se estrenó en el Festival de cine africano de Tarifa el documental La vida perra. Ángel Vázquez y el Tánger internacional.

## Obra

### Novelas
- Se enciende y se apaga una luz (Planeta, 1962), Premio Planeta
- Fiesta para una mujer sola (Planeta, 1964)
- La vida perra de Juanita Narboni (Planeta, 1976),[11] reeditada por Seix Barral en 1982; y por Cátedra en 2000, con edición a cargo de Virginia Trueba. Adaptada al cine en 2005 con título homónimo.[12]

### Cuentos publicados
- El pájaro multicolor
- La hora del té
- El cuarto de los niños
- Oliva
- Reuma
- El hombre que se enamoró de Bette Davis
- Un pequeño esfuerzo
- Julio Ramis, el pintor escondido
- Los inocentes del invernadero
- Las viejas películas traen mala pata